# Alfred Ogris
Alfred Ogris (* 1941 in Ferlach) ist ein österreichischer Historiker und Archivar.

## Leben und Werk
Nachdem Alfred Ogris zunächst als Volksschullehrer in Kärnten tätig gewesen war, studierte er Geschichte und Germanistik an der Universität Wien und trat nach seiner Promotion 1968 in den Dienst des Kärntner Landesarchivs, das er von 1981 bis zu seinem Übertritt in den Ruhestand 2001 als Direktor leitete. In seine Amtszeit fiel die Eröffnung des neuen Landesarchivgebäudes am 10. Oktober 1996, aber auch die Beschlussfassung über das Kärntner Landesarchivgesetz vom 30. Jänner 1997, das dem Kärntner Landesarchiv eine neue Rechtsgrundlage verlieh.
Neben seiner Archivtätigkeit unterrichtete Ogris an der Pädagogischen Akademie in Klagenfurt, ehe er sich 1983 an der Universität Wien habilitierte. Von da an lehrte er nicht nur in Wien, sondern auch den Universitäten in Graz und Klagenfurt. Er war von 1979 bis 1982 und von 1985 bis 1988 Mitglied des Kulturbeirates der Kärntner Landesregierung sowie von 1999 bis 2004 Vorsitzender des Kärntner Kulturgremiums und Vorsitzender des Fachbeirates für Wissenschaft. Auch der Arbeitsgruppe zur Neugestaltung des Platzes um den Kärntner Herzogstuhl gehörte er an. Alfred Ogris verfasste über 300 Publikationen, vor allem zur Kärntner Landesgeschichte, und war bis 2007 Schriftleiter der Zeitschrift Carinthia I.

## Schriften (Auswahl)
- Die Bürgerschaft in den mittelalterlichen Städten Kärntens bis zum Jahre 1335, Klagenfurt, 1974
- mit Wilhelm Wadl: Das Jahr 1938 in Kärnten und seine Vorgeschichte: Ereignisse, Dokumente, Bilder, Klagenfurt, 1988, 2. Aufl. 1997
- Das neue Kärntner Landesarchiv und seine rechtlichen Grundlagen, Klagenfurt, 1997
- Karnburg, Maria Saal und die Kärntner Herzogseinsetzung, Klagenfurt, 2007
- Auf Spurensuche in Kärntens Geschichte: Diskussionen und Kontroversen, Klagenfurt, 2011
- Die „ältesten“ Urbare, Zehent- und Robotverzeichnisse des Klosters Millstatt in Kärnten (1469/70 bis 1502), Klagenfurt 2014
- Das „Bruderschaftsbuch“ der Armen-Leute-Bruderschaft in Maria Saal in seiner österreichischen und europäischen Dimension: Kommentar und Edition, Klagenfurt, 2020

## Auszeichnungen
- 2006 Ehrenkreuz für Wissenschaft und Kunst
- 2011 Goldene Medaille der Stadt Klagenfurt